# محافظة هويت
محافظة هويت(بالفرنسية:Houet) هي إحدى محافظات بوركينا فاسو الخمس وأربعون، تقع في منطقة الأحواض العليا، وعاصمتها بوبوديولاسو.

## التركيبة السكانية حسب الفئات العمرية
حسب إحصاءات 2019 فإن عدد السكان الذين يتراوح عمرهم بين 0-14 عامًا 615,342 نسمة، وعدد السكان من سن 15-64 854,252 نسمة، وعدد الذين يتجاوز عمرهم 65 41,044 نسمة.

## التركيبة السكانية حسب الجنس
حسب إحصاءات 2019 فإن عدد الذكور 738,768 نسمة أي بنسبة 48.9% من إجمالي السكان، وعدد الإناث 771,870 نسمة أي 51.1% من إجمالي سكان المحافظة.

## التحضر
حسب إحصاءات 2019 نسبة الذين يعيشون في الحضر في محافظة هويت كانوا 59.9% أي 904,920 نسمة، ونسبة الذين يعيشون في الريف في المحافظة كانوا 40.1% أي 605,718 نسمة.